# Saint-Andeux
Saint-Andeux is een gemeente in het Franse departement Côte-d'Or (regio Bourgogne-Franche-Comté) en telt 124 inwoners (2004). De plaats maakt deel uit van het arrondissement Montbard.

## Geografie
De oppervlakte van Saint-Andeux bedraagt 11,6 km², de bevolkingsdichtheid is 10,7 inwoners per km².
De onderstaande kaart toont de ligging van Saint-Andeux met de belangrijkste infrastructuur en aangrenzende gemeenten.

## Demografie
Onderstaande figuur toont het verloop van het inwonertal (bron: INSEE-tellingen).